# Литвиненко Павло Леонідович
Павло́ Леоні́дович Литвине́нко (9 червня 1992 — 17 березня 2016) — молодший сержант Збройних сил України, учасник російсько-української війни.

## Життєпис
Народився 1992 (в інших джерелах — 1994) року в місті Обухів (Київська область). Закінчив Обухівську ЗОШ № 4, (мікрорайон Яблуневий (Петровський)).
Молодший сержант, головний сержант 2-го взводу глибинної розвідки — командир 1-го відділення глибинної розвідки роти глибинної розвідки, 54-й окремий розвідувальний батальйон. Проходив військову службу від 5 листопада 2013 року — служив за контрактом, одночасно заочно навчався в університеті.
Член РПЛ, 2015 року на місцевих виборах був кандидатом у депутати Обухівської міськради.
Вночі проти 18 березня 2016 року загинув внаслідок підриву на вибуховому пристрої поблизу села Гнутове під Маріуполем, ще двоє бійців зазнали важких поранень.
20 березня 2016-го похований в Обухові.
Без сина лишилися батьки. 

## Нагороди та вшанування
За особисту мужність, сумлінне та бездоганне служіння Українському народові, зразкове виконання військового обов'язку відзначений — нагороджений
- орденом «За мужність» ІІІ ступеня (4.7.2016, посмертно)[1]
- відзнаками «За оборону рідної держави» (посмертно)
- «За оборону Савур-могили»
- «Знак пошани»
- пам'ятний знак «Дебальцеве — 2015»
- Почесний громадянин Обухова (2016)